# Porpax (orquídea)
Porpax é um género botânico pertencente à família das orquídeas (Orchidaceae).

## Lista de espécies
| - Porpax borneensis - Porpax chandrasekharanii - Porpax elwesii - Porpax fibuliformis - Porpax gigantea - Porpax grandiflora - Porpax jerdoniana - Porpax lanii - Porpax lichenora | - Porpax meirax - Porpax nummularia - Porpax papillosa - Porpax parishii - Porpax reticulata - Porpax scaposa - Porpax semiconnata - Porpax ustulata |